# Ixcanelco

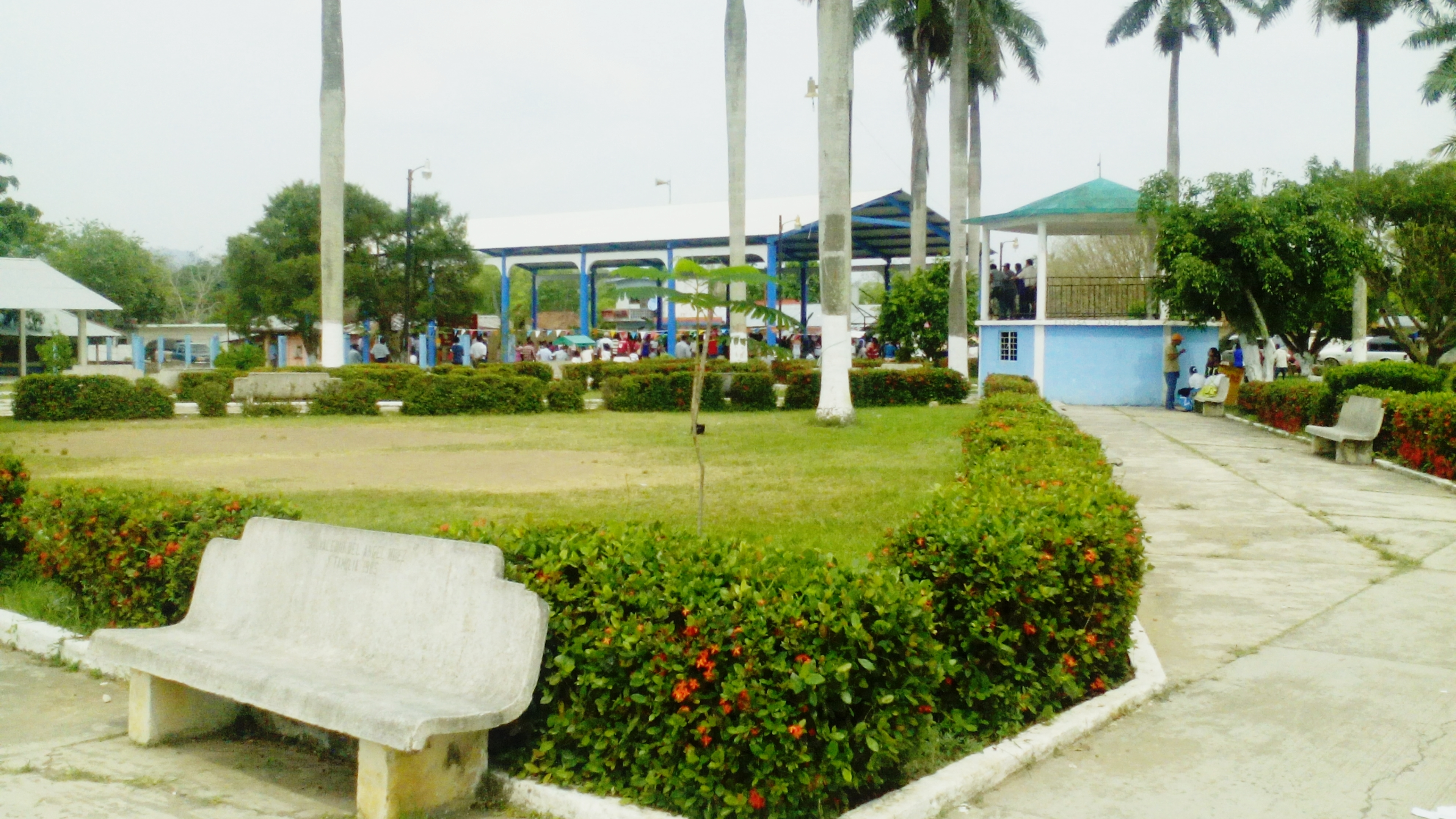
Plaza de ixcanelco

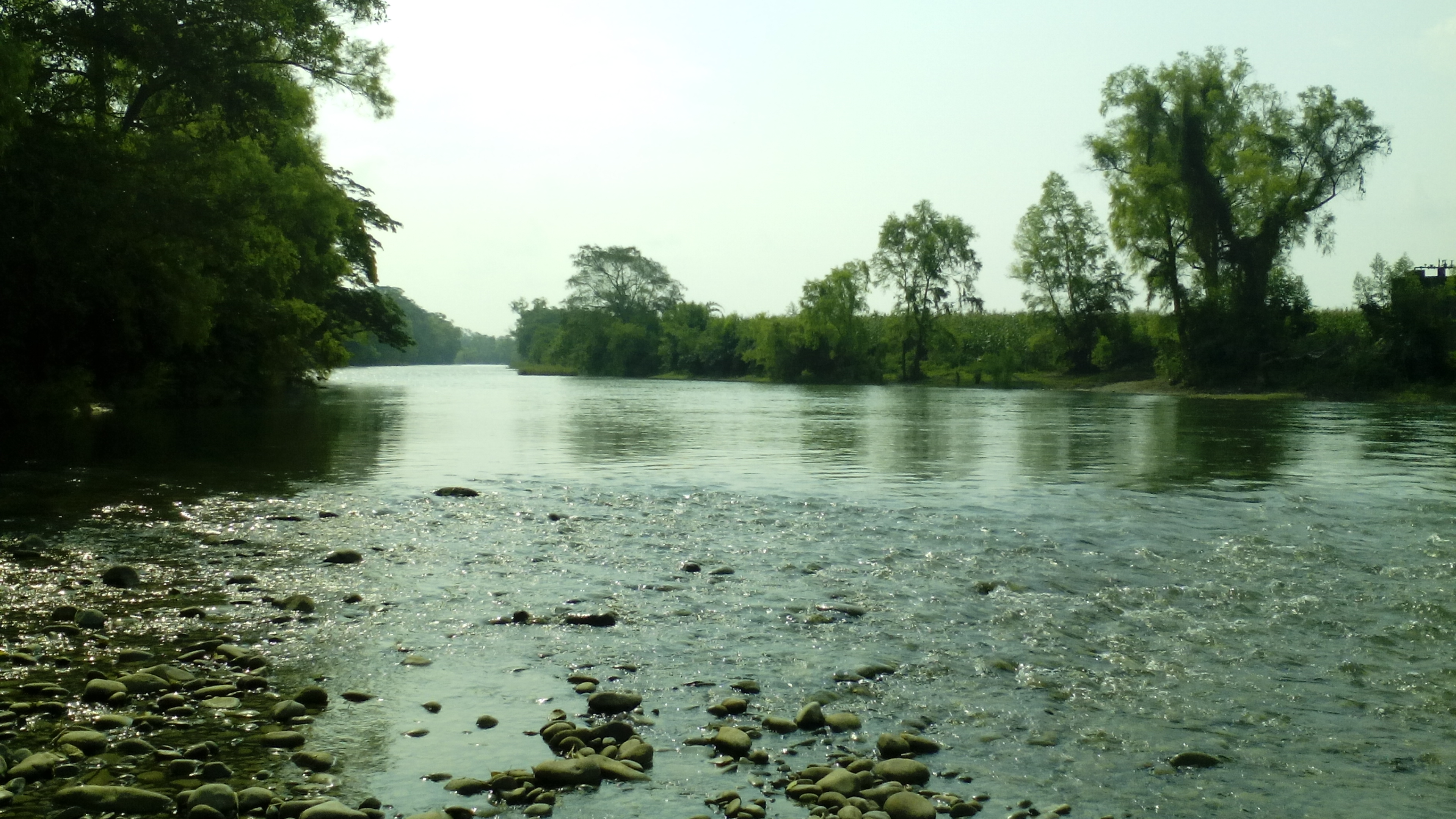
Río Calabozo

Ixcanelco es una población del estado mexicano de Veracruz, ubicado al sur de la ciudad de Tantoyuca (Veracruz) a 38 minutos aproximadamente, contando con una población estimada en 959 habitantes, de los cuales 493 son hombres y 466 mujeres.

## Toponimia
La palabra Ixcanelco es una voz náhuatl, y significa: Lugar de las hormigas. 

## Clima
El clima predominante es cálido extremoso con lluvias en verano, presenta una temperatura media anual de 23 °C.

## límites
- Al Norte: Las Congregaciones de San Diego y San José.
- Al Sur: Con el Municipio de Chicontepec.
- Al Este: La Congregación de San Diego.
- Al Oeste: El Río Calabozo.